# Ángel Custodio Vega y Rodríguez
Ángel Custodio Vega y Rodríguez O.S.A. (Canales, 6 de juny de 1894 - Monestir d'El Escorial, 21 de desembre de 1972) va ser un escriptor, humanista i frare agustí espanyol, editor de les obres de fra Fray Luis de León i altres escriptors ascètics i místics.

## Biografia
Va ser monjo del Monestir d'El Escorial des de 1908, Superior Provincial de l'Orde de Sant Agustí de 1946 a 1949, i rector del Reial Col·legi Universitari de María Cristina, així com acadèmic de nombre de Reial Acadèmia de la Història des del 13 de desembre de 1949. Va compilar el catàleg de la llibreria d'Enrique Flórez. El 1930 va realitzar l'edició crítica del text llatí de les Confessions de Sant Agustí i el va traduir al castellà; va unir ambdues obres en edició bilingüe el 1946, que va ser molt reimpresa. Des de 1930 s'havia dedicat preferentment a l'estudi de la patrologia espanyola, encara que aquesta labor va ser interrompuda per la Guerra Civil; la va reprendre quan aquesta va concloure i va traduir en vers diverses obres d'Aureli Climent Prudenci i poemes llatins de Fray Luis de León. D'aquest últim va realitzar a més l'edició crítica de les seves Poesías (Madrid: Biblioteca d'Autors Espanyols, 1955). Va tenir un gran paper, al costat dels pares Félix García i Victorino Capánaga, a animar a un grup de frares de la seva ordre a emprendre la traducció completa de les obres de Sant Agustí per l'Editorial Catòlica. D'altra banda va escriure nombrosos articles i monografies per a la revista La Ciutat de Déu i va estudiar l'obra de Santa Teresa de Jesús.

## Obres
- La poesía de Santa Teresa de Jesús: sus fuentes y raíces (1970).
- De la Santa Iglesia Apostólica de Eliberri-Granada. Contiene los escritos de Gregorio Bético y de otros santos prelados y fieles de la misma, con varios documentos importantes, transcritos por el M. R. P. Fray Ángel Custodio Vega. Madrid, 1957, 2 vols.
- La "España Sagrada" y los Agustinos en la Real Academia de la Historia: discurso leído el día 11 de junio de 1950, en su recepción pública por Ángel Custodio Vega y contestación de Agustín González de Amezúa, Madrid: Real Academia de la Historia, 1950.
- Fray Luis de León, Poesías: Poesías originales; Traducción de las Églogas de Virgilio; Traducción de los Cantares de Salomón; edición, introducción y notas del padre Ángel Custodio Vega. 1978.
- Cumbres místicas. Fray Luis de León y San Juan de la Cruz. Encuentros y coincidencias. Madrid, [1963]
- Los manuscritos de Fray Luis de León que se conservan en la Biblioteca de la Academia de la Historia Madrid: Imprenta y Editorial Maestre, 1953.
- San Leandro, arzobispo de Sevilla, S. Leandri Hispalensis De institutione virginum et contemptu mundi nova recensio cum decem capitulis ineditis edidit et prolegomenis instruxit P. Angelus C. Vega. [Madrid]: typis Augustinianis Monasterii Escurialensis, 1948.
- Una obra inédita de Tajón de Zaragoza. [Segovia], 1943
- Quorumdam veterum commentariorum in Cantica Canticorum antiqua versio Latina. Nunc primum edita a P. A. C. Vega. [El Escorial:] Typis Augustinianis Monasterii Escurialensis, 1934.